# Law & Order: Special Victims Unit
Law & Order: Special Victims Unit är en amerikansk TV-serie som handlar om en grupp New York-poliser, som är specialiserade på att lösa sexualbrott och brott mot barn. Poliserna är ett femmannateam och en poliskommissarie, som ibland får hjälp av en obducent och en psykolog. Serien är en av de största succéerna i amerikansk TV-historia. 
Den var den första av spinoff-serierna till I lagens namn (Law & Order) och sändes första gången den 20 september 1999.

## Rollista
| Karaktär         | Skådespelare       | Säsonger |
| ---------------- | ------------------ | -------- |
| Olivia Benson    | Mariska Hargitay   | 1 -      |
| Odafin Tutuola   | Ice-T              | 2 -      |
| Nick Amaro       | Danny Pino         | 13 -     |
| Amanda Rollins   | Kelli Giddish      | 13 -     |
| Rafael Barba     | Raúl Esparza       | 14 -     |
| John Munch       | Richard Belzer     | 1 - 15   |
| Donald Cragen    | Dann Florek        | 1 - 15   |
| Elliot Stabler   | Christopher Meloni | 1 - 12   |
| Monique Jeffries | Michelle Hurd      | 1 - 2    |
| Alexandra Cabot  | Stephanie March    | 2 - 13   |
| Melinda Warner   | Tamara Tunie       | 2 - 15   |
| George Huang     | BD Wong            | 2 - 15   |
| Casey Novak      | Diane Neal         | 5 - 13   |
| Chester Lake     | Adam Beach         | 8 - 9    |
| Kim Greylek      | Michaela McManus   | 10       |